# Montilliez
Montilliez is een Zwitserse gemeente in het district Gros-de-Vaud van het kanton Vaud.

## Geschiedenis
De gemeente is op 1 januari 2011 opgericht als fusie van de toenmalige gemeenten Dommartin, Naz, Poliez-le-Grand en Sugnens. De gemeenten waren tot 2008 gelegen in het toenmalige district Echallens.